# Rakova
Rakova (en serbe cyrillique : Ракова) est un village de Serbie situé sur le territoire de la Ville de Čačak, district de Moravica. Au recensement de 2011, il comptait 664 habitants.
Un autre village du nom de Rakova est situé à proximité.

## Démographie

### Évolution historique de la population
| 1948 | 1953 | 1961 | 1971 | 1981 | 1991 | 2002 | 2011 |
| ---- | ---- | ---- | ---- | ---- | ---- | ---- | ---- |
| 977  | 978  | 908  | 876  | 889  | 832  | 778  | 664  |

|  |